# KMFDM

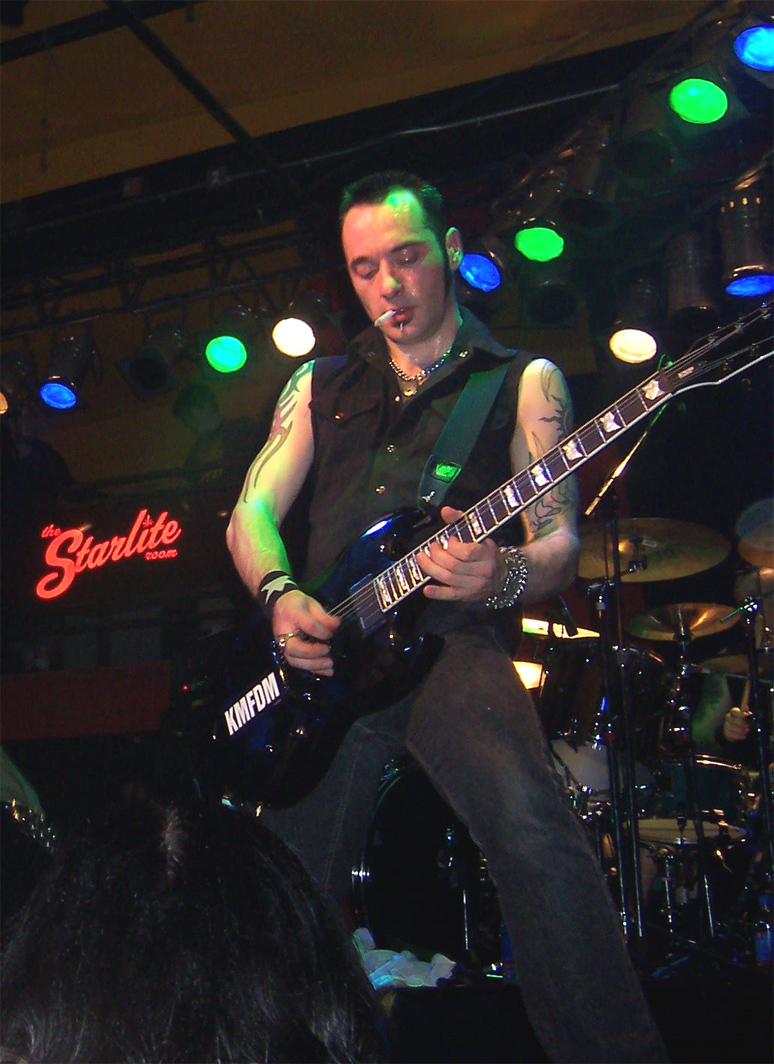
KMFDM:s gitarrist Jules Hodgson i ”The Starlite Room” 9 oktober 2004 i Edmonton, Alberta, Kanada.

KMFDM (Kein Mehrheit Für Die Mitleid [sic]) är ett tyskt syntband i industri-genren.

## Historik
Bandet bildades i Paris 1984 av Sascha Konietzko och den tyska målaren och multimediaartisten Udo Sturm. Bandet flyttade till Chicago 1991 och senare till Seattle 1993. KMFDM inledde ett samarbete med skivbolaget Wax Trax! Records 1988 när deras album Don't Blow Your Top licensierades till Wax Trax. 1990 skrevs kontrakt med Wax Trax Record, till vilka en betydande del Chicagos industrialscen kom att höra (bland annat Ministry, Front 242 och My Life With the Thrill Kill Kult). Sascha återvände tillfälligt till Seattle 1995 till sin nära vän, högsta chefen på Wax Trax Records, James Nash som var döende i aids.
KMFDM har turnerat och spelat in skivor tillsammans med ett antal musiker, bland annat Bill Rieflin och Nivek Ogre från Skinny Puppy, Raymond Watts från P.I.G., John DeSalvo från Chemlab och artisten Nicole Blackman.
KMFDM är en akronym av Kein Mitleid Für Die Mehrheit, ”inget medlidande för majoriteten”. Förkortningen KMFDM tillgreps när det visade sig att Raymond Watts inte kunde uttala det fullständiga namnet korrekt.
Bandets rykte spreds betydligt då det framgick att de var favoritband hos Dylan Klebold och Eric Harris, förövarna i Columbine-massakern.
På grund av vissa meningsskiljaktigheter mellan Sascha Konietzko och de andra medlemmarna splittrades KMFDM 1998. De före detta medlemmarna Günter Schulz och En Esch bildade då gruppen Slick Idiot. Konietzko och Tim Skold gjorde en temporär omgruppering till bandet MDFMK. KMFDM återbildades 2002 med Konietzko som den enda originalmedlemmen, Raymond Watts återkom även han. Han var medlem i början och har under åren haft ett nära samarbete med KMFDM.
KMFDM består idag av Sascha Konietzko, Lucia Cifarelli, Jules "Joolz" Hodgson, Andy Selway och Steve White med bidrag från Raymond Watts.

## Medlemmar

### Nuvarande medlemmar
- Sascha Konietzko – sång, gitarr, basgitarr, programmering, keyboard, synthesizer, percussion, trummor (1984–)
- Lucia Cifarelli – sång, keyboard (2002–)
- Andy Selway – trummor (2002–)
- Andee Blacksugar – gitarr (2017–)

### Tidigare medlemmar (urval)
- Raymond Watts – sång, programmering (1984–1988, 1995, 1997, 2002–2004)
- En Esch – sång, trummor, gitarr, programmering (1985–1999)
- Günter Schulz – gitarr, programmering (1989–1999)
- Mark Durante – gitarr (1992–1997)
- Tim Sköld – sång, gitarr, basgitarr, trummor, programmering (1997–1999, 2002, 2009)
- Jules Hodgson – gitarr, basgitarr, keyboard (2002–2016)
- Steve White – gitarr (2005–2015)

## Diskografi

### Studioalbum
- 1984 – Opium (återutgavs 2002)
- 1986 – What Do You Know, Deutschland? (återutgavs 2006)
- 1988 – Don't Blow Your Top (återutgavs 2006)
- 1989 – UAIOE (återutgavs 2006)
- 1990 – Naïve
- 1992 – Money
- 1993 – Angst
- 1994 – Naïve/Hell to go
- 1995 – Nihil
- 1996 – Xtort
- 1997 – Symbols
- 1999 – Adios
- 2002 – Attak
- 2003 – WWIII
- 2004 – 84-86
- 2005 – Hau Ruck
- 2006 – Ruck Zuck
- 2007 – Tohuvabohu
- 2009 – Blitz
- 2011 – WTF?!
- 2013 – Kunst
- 2014 – Our Time Will Come
- 2017 – Hell Yeah
- 2019 – Paradise

### Singlar och maxisinglar
- 1987 – "Kickin' Ass"
- 1989 – Virus
  -     1. "Virus"
    2. "More & Faster"
    3. "Don't Blow Your Top"
    4. "High & Geil"
- 1990 – "Godlike"
- 1991 – "Naïve"/"Days of Swine & Roses"
- 1991 – "Split"
- 1991 – "Money"
- 1992 – "Vogue"
- 1992 – "Help Us Save Us Take Us Away"
- 1992 – "Sucks"
- 1993 – "A Drug Against War"
- 1994 – "Light"
- 1994 – "Glory"
- 1994 – "Sin Sex and Salvation"
- 1995 – "Year of the Pig"
- 1995 – "Brute"
- 1995 – "Juke-Joint Jezebel"
- 1996 – "Power" (begränsad upplaga 12")
- 1996 – "Rules"
- 1998 – "MDFMK"
- 2002 – "Boots"

### Samlingsalbum
- 1998 – Agogo
- 1998 – Retro